# Allacapan
Allacapan là một đô thị hạng 4 ở tỉnh Cagayan, Philippines. Theo điều tra dân số năm 2000, đô thị này có dân số 26,960 người trong 5.260 hộ.

## Các khu phố (barangay)
Allacapan được chia thành 27 khu phố (barangay).
| - Bessang - Binobongan - Bulo - Burot - Capagaran (Brigida) - Capalutan - Capanickian Norte - Capanickian Sur - Cataratan - Centro Đ (Pob.) - Centro West (Pob.) - Daan-Ili - Dagupan - Dalayap | - Gagaddangan - Iringan - Labben - Maluyo - Mapurao - Matucay - Nagattatan - Pacac - San Juan (Maguininango) - Silangan - Tamboli - Tubel - Utan |